# Леопольд Кільгольц
Леопольд Кільгольц (нім. Leopold Kielholz, 9 червня 1911, Базель — 4 червня 1980, Цюрих) — швейцарський футболіст, що грав на позиції нападника, зокрема, за клуби «Серветт» та «Янг Феллоуз», а також національну збірну Швейцарії. По завершенні ігрової кар'єри — тренер.
Чемпіон Швейцарії. Автор першого гола, забитого збірної Швейцарії на чемпіонатах світу. Є рекордсменом чемпіонату Швейцарії за кількістю голів за один сезон — 40 м'ячів. Був відомий тим, що грав в окулярах з безскалкового скла.

## Клубна кар'єра
У футболі дебютував 1927 року виступами за команду клубу «Олд Бойз», в якій провів один сезон. 
Згодом з 1928 по 1932 рік грав у складі команд «Блю Старз» (Цюрих) та «Базель».
Своєю грою за останню команду привернув увагу представників тренерського штабу клубу «Серветт», до складу якого приєднався 1933 року. Відіграв за женевську команду наступні два сезони своєї ігрової кар'єри. За цей час виборов титул чемпіона Швейцарії.
Протягом 1936—1938 років захищав кольори клубів «Берн», «Реймс» та «Санкт-Галлен».
1938 року перейшов до клубу «Янг Феллоуз», за який відіграв 6 сезонів. Завершив професійну кар'єру футболіста виступами за команду «Янг Феллоуз» у 1944 році.

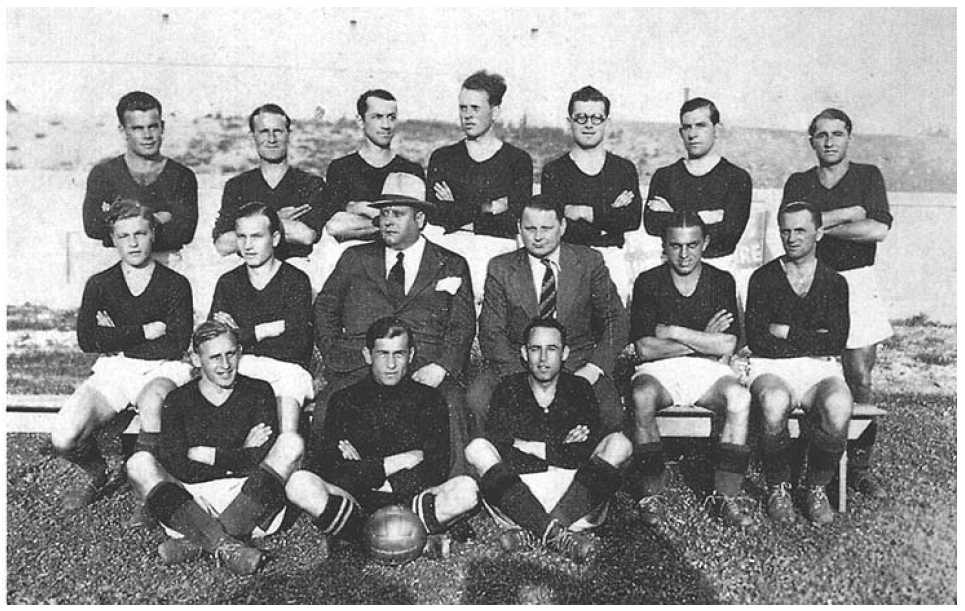
Чемпіонська команда «Серветта» 1933 року. Зліва направо. Верхній ряд: Кезер, Луашо, Пасселло, Л'От, Кільгольц, Рюгг, Лерчер; середній ряд: Гіншар, Освальд, Геррен (президент), Келлермюллер (менеджер), Амадо, Такс; нижній ряд: Марат, Сешеай, Раппан (граючий тренер).

## Виступи за збірну
1933 року дебютував в офіційних матчах у складі національної збірної Швейцарії. Протягом кар'єри у національній команді, яка тривала 6 років, провів у її формі 17 матчів, забивши 12 голів.
У складі збірної був учасником двох мундіалей:
- чемпіонату світу 1934 року в Італії, де зіграв проти Нідерландів (3-2) і Чехословаччини (2-3);

- чемпіонату світу 1938 року у Франції, де був присутній в заявці, але на поле не виходив.

## Кар'єра тренера
Розпочав тренерську кар'єру, ще продовжуючи грати на полі, 1936 року, очоливши тренерський штаб клубу «Реймс».
1950 року став головним тренером збірної Швейцарії, тренував збірну Швейцарії три роки.
Останнім місцем тренерської роботи була знов збірна Швейцарії, головним тренером якої Леопольд Кільгольц був з 1954 по 1958 рік.
Помер 4 червня 1980 року на 69-му році життя в місті Цюрих.

## Статистика виступів

### Статистика виступів у Кубку Мітропи
| №                      | Розіграш               | Стадія                 | Дата та місце проведення | Команда 1              | Рахунок | Команда 2 | Голи |
| ---------------------- | ---------------------- | ---------------------- | ------------------------ | ---------------------- | ------- | --------- | ---- |
| 1                      | 1936                   | кв. раунд              | 07.06.1936 Берн          | Берн                   | 1:4     | Торіно    |      |
| Всього у кубку Мітропи | Всього у кубку Мітропи | Всього у кубку Мітропи | Всього у кубку Мітропи   | Всього у кубку Мітропи | 1       |           | 0    |

## Титули і досягнення

### Командні
- Чемпіон Швейцарії (2):

«Серветт»: 1932-1933, 1933-1934

### Особисті
- Найкращий бомбардир чемпіонату Швейцарії: 1933-1934 (40 голів)
- Найкращий бомбардир Кубка Центральної Європи: 1935 (7 голів)[6]
- Рекордсмен чемпіонату Швейцарії за кількістю голів в одному сезоні: 40 голів[7].